# Leo John Haczynski
Leo John Haczynski (ur. 1926, zm. 4 marca 2007 w Briar Cliff Manor w Johnston, Rhode Island) – amerykański historyk polskiego pochodzenia.

## Życiorys
Urodził się w rodzinie polskich emigrantów. W okresie II wojny światowej i wojny koreańskiej w Marynarce Wojennej. Studia ukończył wraz z tytułem doktora na uniwersytecie w Fordham w 1971 roku pod kierunkiem Oskara Haleckiego (The Problem of Eastern Galicia at the Paris Peace Conference: A Re-Examination in the Light of American Materials in the Archives of the United States). Wykładał historię Europy Wschodniej – w Power Memorial Academy na Manhattanie, Iona College w New Rochelle, St. Francis College w Nowym Jorku, Assumption College w Worcester i najdłużej (16 lat) w University of Prince Edward Island w Kanadzie. Opublikował wiele artykułów i recenzji książek.

## Wybrane publikacje
- The Problem of Eastern Galicia at the Paris Peace Conference: A Re-Examination in the Light of American Materials in the Archives of the United States, Ph.D. diss., Fordham University, Bronx, NY 1971.
- Two Contributions to the Problem of Galicia,”East European Quarterly” 4 (1970), z. 1, s. 94-104.
- [Recenzja] Odbudowa państwa polskiego 1914-1918 by Janusz Pajewski, – „The American Historical Review” 85 (1980), z. 5, s. 1235-1236.
- [Recenzja] Historia Polaków na Bukowinie by Emil Biedrzycki, - „The American Historical Review” 81 (1976), z. 3, s. 628-629.